# 鏡神社 (川越市)
鏡神社（かがみじんじゃ）は、埼玉県川越市の神社。

## 歴史
創建年代は不明である。ただ「承応二年（1653年）」の棟札があることから、その頃までには既に存在していたものと推測される。口伝によれば、土地開発の折に、鏡が出土し、その裏面に「猿田」と刻まれていたことから、その鏡を奉納し「鏡宮」と名付けたという。その経緯により、祭神の1柱は猿田彦命となっている。
1872年（明治5年）、近代社格制度に基づく「村社」に列せられた。

## 交通アクセス
- 的場駅より徒歩20分。